# International Harvester Travelall
L'International Harvester Travelall o International Travelall è una station wagon prodotto dalla International Harvester dal 1953 al 1975. 
Derivata dal telaio longheroni di un camion, la Travelall è stata un'antesignana dei moderni monovolume e dei SUV full-size, andando a fare concorrenza all'epoca alle Chevrolet Suburban e Jeep Wagoneer.
Poiché l'azienda non produceva autovetture, la Travelall aveva il telaio derivato dalla gamma di pick-up.
Dopo il 1975, International Harvester ha terminato la produzione della Travelall e dei suoi pick-up Light Line. Dopo la cessazione del fuoristrada International Harvester Scout nel 1980, International ha concentrato la produzione di veicoli stradali esclusivamente su camion commerciali medi e pesanti.